# Guitarpín (galardón)
El Guitarpín es el galardón que se entrega a los ganadores de la competencia folclórica del Festival del Huaso de Olmué.

## Historia
El premio fue creado por la comisión organizadora del evento, con la finalidad de tener un galardón característico para entregar a los ganadores de las competencias del Festival del Huaso. La figura es una mezcla entre la guitarra y el arpa, dos instrumentos de cuerda típicos para la interpretación de cuecas y tonadas chilenas.
El premio se comenzó a entregar desde la quinta edición del certamen en 1974 a los ganadores de la competencia. Pero según se consigna, los dos primeros galardones habrían sido entregados a Ricardo Ghiorzi, exalcalde de Olmué y primer presidente de la comisión organizadora, y al periodista Charles Guzmán, creador y director de las primeras ediciones.
En la actualidad es considerado el galardón más importante de la música folclórica chilena. Para obtenerlo, se debe postular con una canción folclórica inédita, de ser seleccionada se presentará en el escenario del Anfiteatro El Patagual durante el desarrollo del certamen musical y se evaluará la interpretación por un jurado presente en el evento que decidirá quién o quiénes obtendrán el premio.

## Guitarpín honorífico
Durante el desarrollo se han entregado dos veces premios honoríficos, primero en la edición de 1974 cuando se le entregaron los primeros guitarpines a los creadores del certamen: Ricardo Ghiorzi y Carlos Guzmán. Luego, en la L Festival del Huaso de Olmué en 2019, se entregó un galardón especial a los cinco principales gestores del festival, debido a la celebración de los 50 años desde su primera edición. Algunos de los reconocimientos fueron entregados de manera póstuma, por lo que fueron recibidos por sus hijos y familiares.
| Año  | Homenajeado                                                                             |
| ---- | --------------------------------------------------------------------------------------- |
| 1974 | Ricardo Ghiorzi (exalcalde de Olmué, uno de los creadores del festival)                 |
| 1974 | Carlos Guzmán (periodista y exfuncionario de Olmué, uno de los creadores del festival)  |
| 2019 | Ricardo Ghiorzi (exalcalde de Olmué, primer presidente de la comisión organizadora)     |
| 2019 | Carlos Guzmán (periodista, director de turismo de la Municipalidad de Olmué)            |
| 2019 | Hugo Arellano (exdirector de Radio Limache)                                             |
| 2019 | Washington Altamirano (exalcalde de Olmué, miembro de la primera comisión organizadora) |
| 2019 | Hugo Quinteros (exalcalde de Olmué, fue parte de las primeras ediciones)                |

## Guitarpín a la trayectoria
En 2014, la competencia buscó la mejor interpretación de un tema del grupo chileno Los Jaivas, para celebrar los 50 años de trayectoria de la banda, y fue en el marco de esta celebración que el certamen los premió con un Guitarpín, en honor a su gran recorrido y su importante labor en la difusión de la música chilena a lo largo de Latinoamérica y el mundo.
En 2023, Illapu recibió un Guitarpín de plata en reconocimiento de sus 50 años de trayectoria.
En la edición 2024, el alcalde Jorge Jil reconoció al conjunto folclórico Maihuen de Los Ángeles por sus más de 35 años de trayectoria y por su gran presencia en la difusión de la cueca chilena.
| Año  | Premiado                                                                            |
| ---- | ----------------------------------------------------------------------------------- |
| 2014 | Los Jaivas (Grupo musical chileno, celebración 50 años de trayectoria)              |
| 2023 | Illapu (Grupo musical chileno, celebración 50 años de trayectoria)                  |
| 2024 | Maihuen de Los Ángeles (Agrupación folclórica chilena, por sus 35 años de historia) |